# The White Lady von Ballymacaw

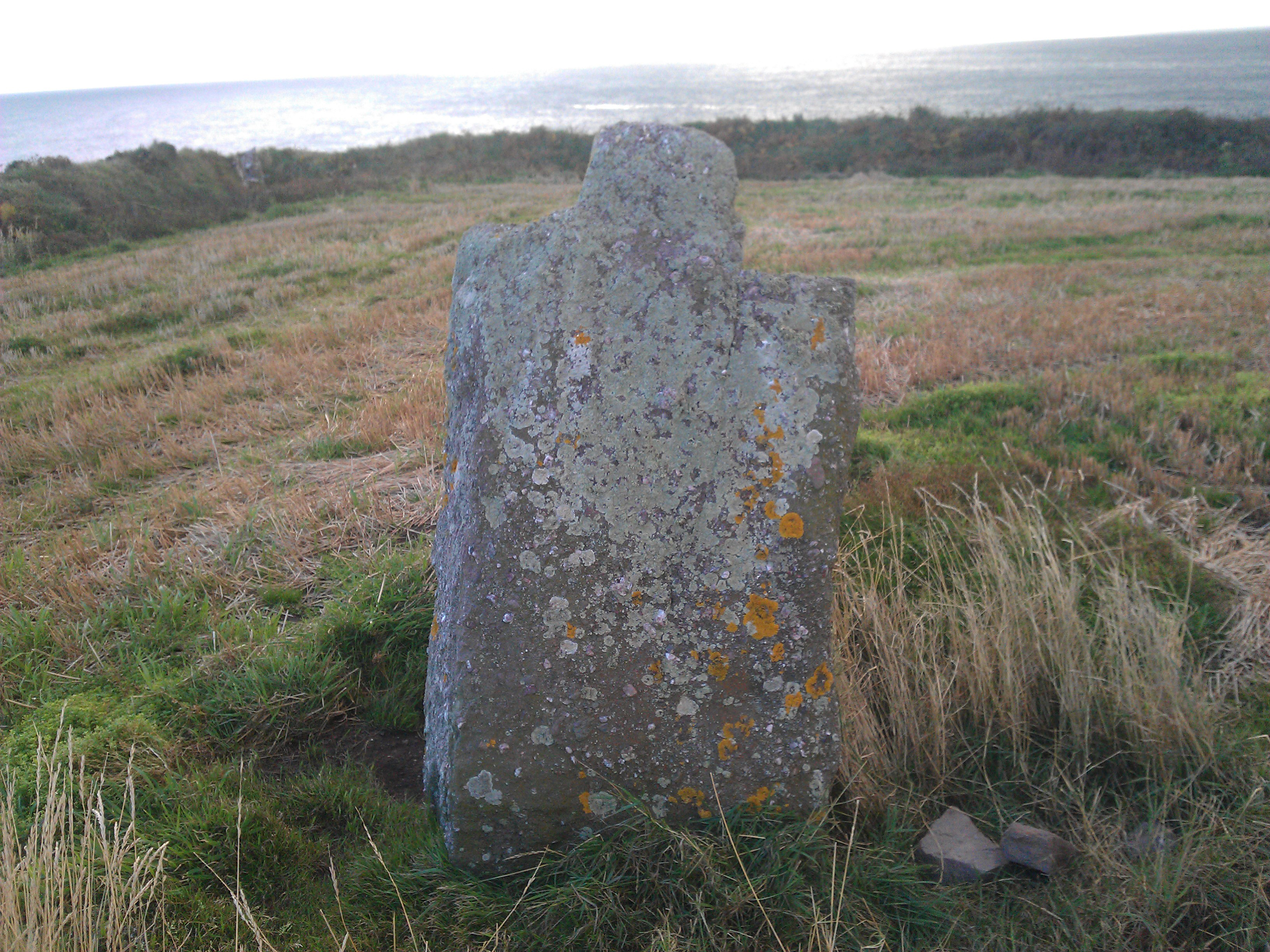
The white Lady von Ballymacaw

The White Lady von Ballymacaw ist ein etwa 2,0 Meter hoher, anthropomorpher Plattenmenhir, der nahe der Klippe auf Ackerland zwischen den Buchten von Rathmoylan und Ballymacaw bei Dunmore East, im Townland Ballymacaw (irisch Baile Mhac Dháith) im County Waterford in Irland steht. 
Der Nordwest-Südost orientierte Stein hieß im Volksmund schon immer „White Lady“, was darauf hinweist, dass er zu irgendeinem Zeitpunkt seiner Geschichte weiß lackiert oder getüncht wurde. 
Der Stein hat Ähnlichkeit mit einem Grabstein, aber es ist unsicher, ob diese Gestaltung vor oder nach seiner Aufrichtung erfolgte. Was er darstellt, ist schwer zu sagen. Ob er als Seezeichen für die lokalen Fischer verwendet wurde, ist offen. Das menschliche Aussehen und die Lage am Meer deuten jedoch auf symbolische Bedeutung. 
Der Menhir „White wife“ bei Carnalridge im County Londonderry in Nordirland ist weiß gestrichen, und das „Grey Wife“ von Crotlieve in den Mourne Mountains wurde zu Ostern weiß getüncht. Eine Weiße Frau taucht in den Mythologien verschiedener Kulturen (Banshee) der Welt auf.